# Bieriozowiec (rejon konyszowski)
Bieriozowiec (ros. Берёзовец) – chutor w zachodniej Rosji, w sielsowiecie małogorodźkowskim rejonu konyszowskiego w obwodzie kurskim.

## Geografia
Miejscowość położona jest w dorzeczu Wabli (dopływ rzeki Prutiszcze w dorzeczu Sejmu), 2,5 km od centrum administracyjnego sielsowietu (Małoje Gorodźkowo), 15,5 km na północny wschód od centrum administracyjnego rejonu (Konyszowka), 50 km na północny zachód od Kurska.
W chutorze znajduje się 16 posesji.
Klimat
Miejscowość, jak i cały rejon, znajduje się w strefie klimatu kontynentalnego z łagodnym ciepłym latem i równomiernie rozłożonymi opadami rocznymi (Dfb w klasyfikacji klimatów Köppena).

## Demografia
W 2010 r. chutor zamieszkiwało 13 osób.